# ماچوی گریان (رمان)
ماچوی گریان (به انگلیسی: Cry Macho) رمانی آمریکایی از ان. ریچارد نش است. این داستان در سال ۱۹۷۵ توسط انتشارات دل در ایالات متحده منتشر شد و ابتدا در قالب یک فیلمنامه سینمایی نوشته شد اما بعداً به دلیل عدم موفقیت نش در فروش فیلمنامه، به یک رمان تبدیل شد.

## تلاش برای فیلم سینمایی
در سال ۱۹۸۸، کلینت ایستوود علاقه خود را برای ایجاد اقتباسی از رمان گزارش داد اما از پروژه صرف نظر کرد تا در نقش‌آفرینی مجدد هری کثیف در استخر مرده کارکند. به دنبال یک تلاش ناموفق دیگر از روی شایدر در سال ۱۹۹۱، نیویورک (مجله) در سال ۲۰۱۱ گزارش داد که برد فرمن برای کارگردانی اقتباسی از گریه کن ماچو ساخته شده توسط آلبر اس. رودی تصمیم‌گیری شده است. این فیلم که در جشنواره فیلم کن ۲۰۱۱ اعلام شده بود و آرنولد شوارتزنگر در نقش اصلی بازی کند، اندکی پس از جدایی آرنولد با ماریا شرایور این پروژه دوباره لغو شد. در سال ۲۰۲۰، اعلام شد که ایستوود در اقتباسی از این رمان برای کمپانی برادران وارنر پیکچرز و اچ‌بی‌او مکس در این پروژه کار می‌کند. در ۲۷ اکتبر ۲۰۲۰، گزارش شد که فیلم در نیومکزیکو فیلم‌برداری می‌شود و تولید آن از ۴ نوامبر تا ۱۶ دسامبر سال ۲۰۲۰ انجام می‌شود. یک روز پس از پایان فیلم‌برداری، اعلام شد که ادواردو مینت، دوایت یوآکم، ناتالیا تراون، هوراسیو گارسیا روخاس و فرناندا اورجولا در این فیلم بازی کرده‌اند. و سرانجام فیلم سینمایی گریه کن ماچو قرار است در سال ۲۰۲۱ منتشر شود.